# Battaglia di Bachmač
La battaglia di Bachmač (in ceco Bitva u Bachmače), è stata una battaglia combattuta tra le Legioni cecoslovacche in Russia e le forze dell'Impero tedesco che occupavano l'Ucraina. La battaglia durò dall'8 al 13 marzo 1918 intorno alla città di Bachmač (Бахмач), oggi in Ucraina. Le Legioni riuscirono a sfuggire al tentativo di accerchiamento portato avanti dai tedeschi.
Il 3 marzo 1918 la Russia, controllata dai Bolscevichi, firmò il trattato di Brest-Litovsk con la Germania, nel quale tra le altre cose passò a quest'ultima il controllo sull'Ucraina. Le forze armate tedesche ed austro-ungariche cominciarono ad occupare il territorio senza molta resistenza. Le Legioni cecoslovacche (circa 42 000 soldati), fino a quel momento impegnate in battaglie di ritirata contro queste forze, si prepararono ad uscire dalla Russia attraverso la ferrovia Transiberiana.
L'8 marzo i tedeschi raggiunsero Bachmač, un importante snodo ferroviario, e le Legioni rischiavano di essere accerchiate. La minaccia era grave poiché i legionari catturati venivano giustiziati sommariamente come traditori dell'Austria-Ungheria. I Reggimenti fucilieri 6° "Hanácký" e 7° "Tatranský", insieme al battaglione d'Assalto del Corpo cecoslovacco della Legione si attestarono a difesa nella città, in attesa delle 91ª e 224ª Divisioni di Fanteria tedesche. I combattimenti ebbero il momento di maggiore intensità il 10 marzo, e durarono fino a quando l'ultimo treno di legionari non ebbe lasciato la città, diretto verso Vladivostok.
Le Legioni persero 145 uomini, mentre 210 rimasero feriti e 41 risultarono dispersi. Le perdite tedesche furono stimate intorno a 300 uomini, insieme ad alcune centinaia di feriti.
Similmente alla Battaglia di Zborov ed all'"Anabasi Siberiana", la battaglia di Bachmač divenne uno dei simboli delle Legioni cecoslovacche e della loro lotta per l'indipendenza.